# Adolf von Strümpell

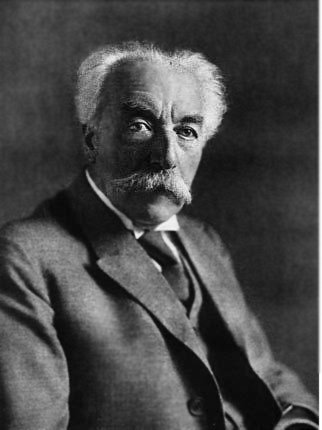
Adolf von Strümpell

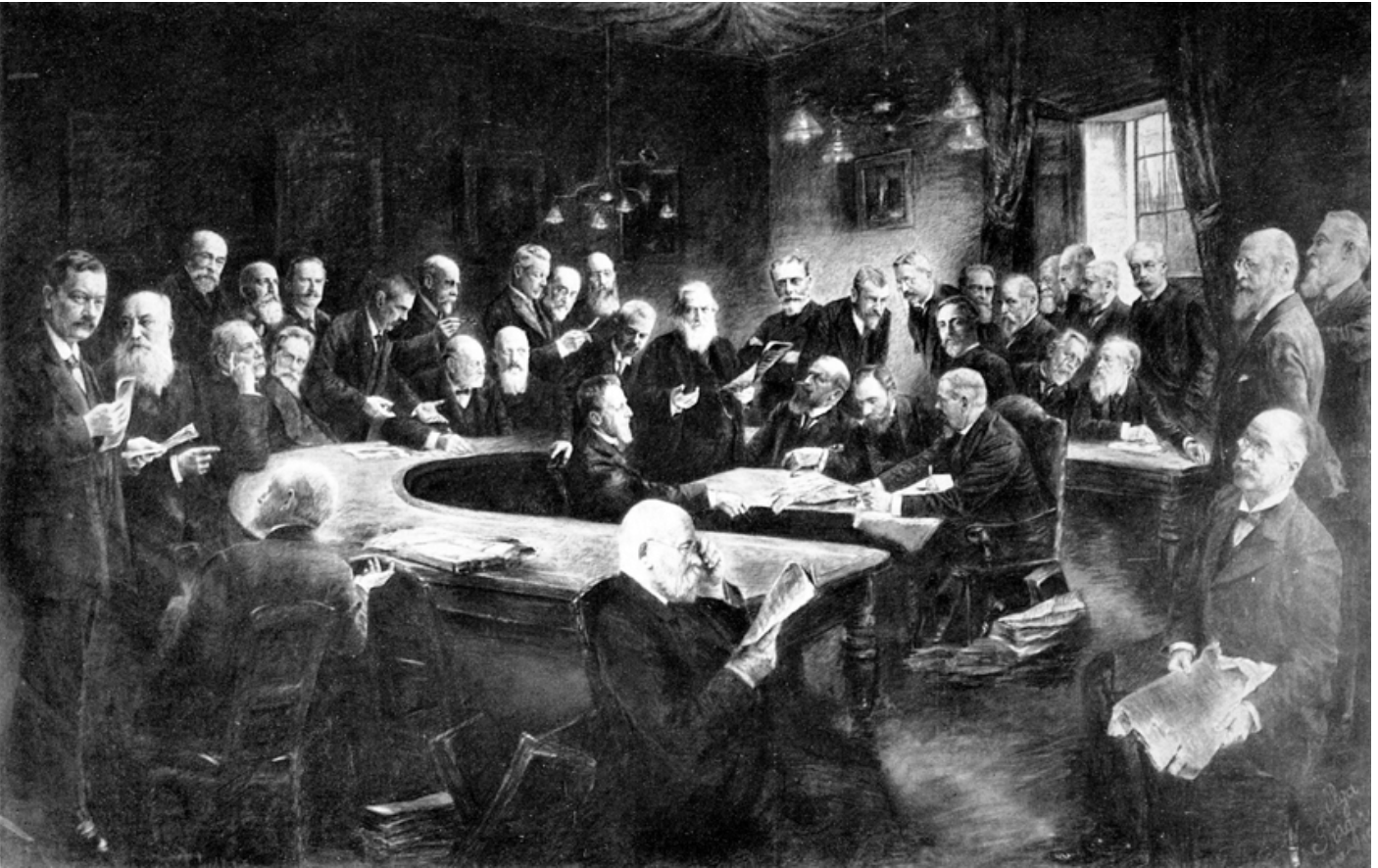
Das Professorenkollegium der medizinischen Universität Wien, Kreidezeichnung von Olga Prager, Wien 1908–1910. Im Dekanatszimmer der medizinischen Fakultät der Universität Wien. Edmund von Neusser, Siegmund Exner-Ewarten, Isidor Schnabel, Ferdinand Hochstetter, Alfons Edler von Rosthorn, Anton Weichselbaum, Leopold Schrötter von Kristelli, Heinrich Obersteiner, Julius Wagner-Jauregg, Viktor von Ebner-Rofenstein, Carl Toldt, Gustav Riehl, Ottokar von Chiari, Anton von Frisch, Ernst Fuchs, Anton Freiherr von Eiselberg, Hans Horst Meyer, Ernst Ludwig, Rudolf Chrobak, Theodor Escherich, Alexander Kolisko, Julius von Hochenegg, Arthur Schattenfroh, Carl von Noorden, Emil Zuckerkandl, Richard Paltauf, Gustav Gaertner, Leopold Oser, Josef Moeller, Alois Monti, Julius Mauthner, Viktor Urbantschitsch, August Leopold von Reuss, Adolf von Strümpell, Ernest Finger, Adolf Lorenz, Friedrich Schauta

Adolf von Strümpell (* 28. Juni 1853 in Neu-Autz bei Mitau, heute Jaunauce, Lettland; † 10. Januar 1925 in Leipzig) war ein deutscher Internist und Hochschullehrer.

## Leben
Adolf von Strümpell war der Sohn des Philosophen Ludwig von Strümpell. Er studierte an der Karls-Universität in Prag zunächst Philosophie und Psychologie, wechselte aber zum Studium der Medizin an die Kaiserliche Universität Dorpat. Er beendete das Studium an der Universität Leipzig, 1875 zum Dr. med. promoviert, ging er als Assistenzarzt an die von Carl Reinhold August Wunderlich geleitete Medizinische Universitätsklinik. Nach seiner 1883 erfolgten Habilitation wurde er als außerordentlicher Professor nach Leipzig berufen, 1886 erhielt er eine ordentliche Professur an der Friedrich-Alexander-Universität Erlangen. Er wechselte 1903 an die Schlesische Friedrich-Wilhelms-Universität, 1909 an die Universität Wien und 1910 zurück an die Universität Leipzig. 1915 wurde er Rektor der Universität Leipzig. Ab März 1923 hielt er sich bei dem erkrankten Wladimir Iljitsch Lenin in Moskau auf. Mit ihm wurden andere namhafte Ärzte an Lenins Krankenbett gerufen: Max Nonne aus Hamburg, Oswald Bumke aus Leipzig, Oskar Minkowski und Otfrid Foerster aus Breslau sowie Solomon Henschen aus Schweden. Wie Wladimir Bechterew und Pierre Marie gehörte er mit seiner kurzen Lehrbuchnotiz zu den ersten Beschreibern der Spondylitis ankylosans. Er war 1884 der erste deutsche Autor, der diese Erkrankung als eigenständig erkannte. Sein Lehrbuch der Speciellen Pathologie und Therapie der inneren Krankheiten (2 Bände, Leipzig 1883/1884) erschien in mehr als 30 Auflagen und wurde in mehrere Sprachen übersetzt.
Verheiratet war Strümpell seit 1889 mit Martha geborene Langerhans, Tochter des Reichsgerichtsrats Wilhelm Langerhans. Eine seiner Töchter war die Kunsthistorikerin Anna Klapheck, eine andere, Elsbeth, war die Ehefrau des Leipziger Internisten Carly Seyfarth.

## Ehrungen
Unvollständige Liste
- Strümpellstraße in Düsseldorf
- Strümpellstraße in Erlangen
- Strümpellstraße in Probstheida (1931)[5]

## Schriften

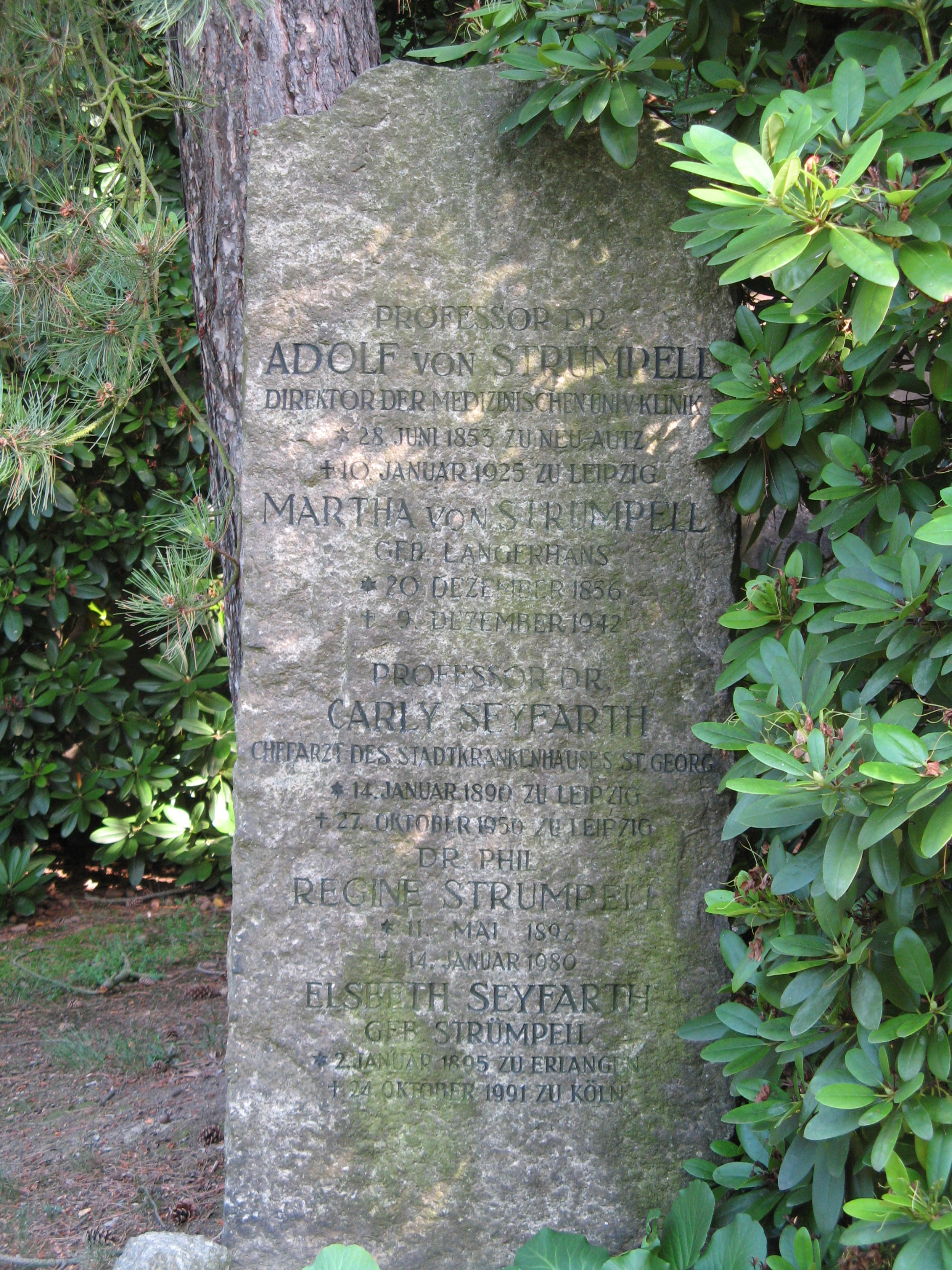
Strümpells Grab auf dem Leipziger Südfriedhof

- Spindelförmige Erweiterung des Ösophagus ohne nachweisliche Stenosebildung. In: Deutsches Archiv für Klinische Medizin. Band 29, 1881, S. 211 ff.
- Lehrbuch der Speciellen Pathologie und Therapie der inneren Krankheiten. Für Studirende und Aerzte. 2 Bände. F. C. W. Vogel, Leipzig 1883–1884; 11., unveränderte Auflage 1897.
- Ueber eine bestimmte Form der primären combinirten Systemerkrankungen des Rückenmarks. In: Archiv für Psychiatrie und Nervenkrankheiten. Band 17, 1886, S. 217–238.
- Ueber die Entstehung und die Heilung von Krankheiten durch Vorstellungen. Rede beim Antritt des Prorectorats der Königlich Bayerischen Friedrich-Alexanders-Universität Erlangen am 4. November 1892 gehalten, Erlangen 1892 (K. b. Hof- u. Universitäts-Buchdruckerei von Fr. Junge – Junge & Sohn)
- Ueber die Alkoholfrage vom Aerztlichen Standpunkt aus. Vortrag, gehalten in der 2. allgemeinen Sitzung der 65. Versammlung deutscher Naturforscher und Aerzte zu Nürnberg am 13. September 1893, Leipzig 1893 (Verlag F.C.W. Vogel)
- Ueber die Untersuchung, Beurteilung und Behandlung von Unfallkranken. Praktische Bemerkungen von Prof. Dr. Adolf Strümpell in Erlangen. Verlag J. F. Lehmann, München 1896.
- Bemerkung über die chronische ankylosirenden Entzündung der Wirbelsäule und der Hüftgelenke. In: Deutsche Zeitschrift für Nervenheilkunde. Band 11, 1897, S. 338 ff.
- Aus der Werkstatt des Arztes. Zwei Vorträge gehalten im Wiener Volksbildungsverein. Verlag Hugo Heller, Wien / Leipzig 1911.
- Aus dem Leben eines deutschen Klinikers. Erinnerungen und Beobachtungen, Leipzig 1925 (Verlag F.C.W. Vogel)